# Spodoptera inquieta
Spodoptera inquieta är en fjärilsart som beskrevs av Walker 1857. Spodoptera inquieta ingår i släktet Spodoptera och familjen nattflyn. Inga underarter finns listade i Catalogue of Life.